# 中村雄二郎
中村 雄二郎（なかむら ゆうじろう、1925年（大正14年）10月13日 - 2017年（平成29年）8月26日）は、日本の哲学者、評論家、文学博士。明治大学名誉教授。　
東大哲学科卒。卒業後、文化放送に就職するが、1955年から明大に勤務し、1964年に教授となった。
早くからフランス人文主義に関心をもち、パスカルやデカルトを研究し『パスカルとその時代』(1965年)を書く。一方、近代合理主義を厳しく批判し、感性や情念の正当な位置づけを試みて『感性の覚醒』(1975年)を著した。また人間存在を根源から回復させる方法として、人間の共通感覚を重視する『共通感覚論』(1979年)を執筆。現代日本を代表する国際的な哲学者の一人。

## 経歴
1925年、東京都生まれ。第二東京市立中学、成城高等学校を経て、東京大学文学部を卒業した。卒業後は文化放送に入社。その後、明治大学法学部に移って教授を長く務めた。
「講座・生命」vol.6以降は、高齢もあり動静が伝わってこない状況であったが、岩波書店編集者として長年仕事を共にした大塚信一元社長が、著書『哲学者・中村雄二郎の仕事 <道化的モラリスト>の生き方と冒険』(トランスビュー)を執筆の際に東京にある中村宅を訪問しており、2008年時点で、中村自身が2度の大病を経たものの、平穏に暮らしている事を明らかにしていた。しかし、2017年8月26日に老衰のため死去した。

## 研究内容・業績
- 西洋哲学を基点に、日本文化・言語・科学・芸術などに目を向けた現代思想に関する著書が多数あり、主要著作は『中村雄二郎著作集』（岩波書店、第1期全10巻・第2期全10巻）にまとめられている。
- 山口昌男と共に1970年代始めから雑誌『現代思想』などで活躍した。1984年から1994年まで「へるめす」(岩波書店)で磯崎新、大江健三郎、大岡信、武満徹、山口昌男とともに編集同人として活躍し、その思想は『かたちのオディッセイ』や『悪の哲学ノート』に結実した。
- 浅薄な理解による構造主義批判などせず、構造主義の遺産を正当に評価したうえで、ことばへの関心と交錯させながら、人間の感覚にまで、測鉛を下ろして根底的な思索を進めている。
- 著作は、現代国語（評論）の教科書や試験問題の題材として取り上げられることが多い。
- 著名な哲学キーワードに、パトスの知(深層の知　演劇的知　臨床の知)　汎リズム論　述語的世界など

### 『魔女ランダ考』について
- 代表作は、後掲『魔女ランダ考』である。中村は、王子が魔女である母ランダに迫害されるというストーリーのバリ島の野外演劇において示される、愛すべき母と憎むべき魔女という二重の背反した関係をあるときは服従しつつ、あるときは争いつつ克服することによって示される単なる理性的な知識を超えた身体・共通感覚に基づく実践的な知である「演劇的知」をもって「近代知の解体」を目指した。

### 共通感覚について
- 中村が『共通感覚論』なる自著で、用いた用語。「常識」のことを英語で「コモンセンス」というが、これはアリストテレスの哲学用語である「センススコムニス」が語源である。コモンセンスは「社会の各構成員の間に共通な感覚」という意味だが、センススコムニスは「五感の統合様式」という意味合いだった。両者を綜合しようという試みが本書でなされており、刊行当時に流行していたパラダイム論を身体論的に捉え直そうとしたものとみられる[4]。
- この共通感覚は、カントの「統覚」に非常に近い概念だと、西田哲学についての講演で語っている[5]。

## 主な著書・著作
- 「現代世界における合理と非合理」『講座 現代の哲学VI』。
- 「近代市民の倫理と行動様式」『人生論』毎日新聞社〈毎日ライブラリー〉、1958年。
- 『デカルト　パスカル』筑摩書房〈世界文学体系13〉。

### 1960年代
- 『現代情念論』勁草書房、講談社学術文庫
- 『日本文化の焦点と盲点』河出書房新社
- 山崎正一 / 田島節夫編『哲学研究案内』有斐閣
- 『パスカルとその時代』東京大学出版会
- 『日本の思想界』勁草書房
- 森本和夫、栗田勇『ことばと世界』
- 『近代日本における制度と思想』未來社
- 『哲学入門』中公新書
- 『言語・理性・狂気』晶文社
- 『言葉・人間・ドラマ』講談社

### 1970年代
- 『現代日本思想史3』青木書店
- 『制度と情念と』中公叢書
- 中村雄二郎編『思想史の方法と課題』東京大学出版会
- 『村落・報徳・地主制』東洋経済新報社
- 『感性の覚醒』岩波書店〈哲学叢書、同時代ライブラリー〉。
- 『哲学の現在』岩波新書
- 『知の変貌』弘文堂
- 『共通感覚論』岩波現代選書、岩波現代文庫
- 『精神のトポス』青土社
- 『チェーホフの世界』白水社

### 1980年代
- 山口昌男、中村雄二郎、高階秀爾『書物の世界』青土社
- 『知の旅への誘い』岩波新書
- 『言葉・人間・ドラマ』青土社
- 『パトスの知』筑摩書房
- 『「プラトーノフ」考』リブロポート
- 河合隼雄『トポスの知』TBSブリタニカ、新装版、CCCメディアハウスより新・新装版
- 『魔女ランダ考』岩波書店、同時代ライブラリー、岩波現代文庫
- 『西田幾多郎』岩波書店
- 『術語集』岩波新書
- 『読書のドラマトゥルギー』新曜社
- 『西田哲学の脱構築』岩波書店
- 日高晋、日野啓三鼎談『不思議な半世紀』創樹社
- 『終末への予感-欲望 記号 歴史』平凡社
- 『ミシマの影』福武書店
- 『問題群―哲学の贈りもの』岩波新書
- 『場所 トポス』弘文堂

### 1990年代
- 『哲学の水脈』岩波書店
- 「脳と人間の高次機能をめぐって」「現代思想」1991,1
- 『臨床の知とは何か』岩波新書
- 『かたちのオディッセイ─エイドス・モルフェー・リズム』岩波書店
- 中村雄二郎編『人間環境の内と外』天理やまと文化会議・天理教道友社
- 『悪の哲学ノート』岩波書店
- 『人類知抄─百家言』朝日新聞社、朝日選書 『知の百家言』講談社学術文庫
- 『日本文化の悪と罪』新潮社
- 『講座 生命vol.1』哲学書房
- 『講座 生命vol.2』哲学書房
- 『講座 生命vol.3』哲学書房
- 『術語集II』岩波新書
- 『述語的世界と制度 場所の論理の彼方へ』岩波書店
- 「インターネット哲学アゴラ」付CD-ROM
- 池田清彦『生命』岩波書店
- 金子郁容『弱さ』岩波書店
- 町田宗鳳『宗教』岩波書店
- 姜尚中『文化』岩波書店
- いとうせいこう『哲学』岩波書店
- 上野千鶴子『日本社会』岩波書店
- 小松和彦『死』岩波書店
- 野家啓一『歴史』岩波書店
- 『正念場』岩波新書
- 鈴木忠志【増補版】『劇的言語』朝日文庫
- 『講座 生命vol.4』河合文化研究所

### 2000年代
- 『精神のフーガ―音楽の相のもとに』小学館
- 対談『心の傷を担う子どもたち』誠信書房
- 『西田幾多郎II』岩波現代文庫
- 対話集『知の変貌・知の現在』青土社
- 対話集『現代芸術の戦略』青土社
- 編市川浩『身体論集成』岩波現代文庫
- 『講座 生命vol.6』河合文化研究所
- 『テロは世界を変えたか』青土社
- 『宗教とはなにか』岩波現代文庫

### 著作集・エッセイ集
- 中村雄二郎エッセー集成 (青土社、1993年)
- 『考える愉しみ』
- 『哲学的断章』
- 『共振する世界』
- 『触知するイデー』
- 『表現する生命』
- 『デザインする意志』
- 『死と生のレッスン』1999年
- 『哲学の五十年』
- 『デジタルな時代』2000年
- 『歓ばしきポイエシス』2001年

- 著作集 第一期 (岩波書店、1993年)
- I『情念論』
- II『制度論』
- III『言語論』
- IV『方法序説』
- V『共通感覚』
- VI『パトス論』
- VII『西田哲学』
- VIII『ドラマトゥルギー』
- IX『術語集・問題群』
- X『トポス論』

- 著作集 第二期 (岩波書店、2000年)
- I『かたちのオディッセイ 』
- II『臨床の知』
- III『悪の哲学ノート』
- IV『増補 21世紀問題群/術語集II』
- V『宗教と科学/人類知抄』
- VI『新編 日本文化における悪と罪/正念場』
- VII『述語的世界と制度』
- VIII『精神のフーガ(付・音楽論)』
- IX『新編 パスカルとその時代』
- X『新編 近代日本における制度と思想』

## 主な訳書
- ロジェ・ダヴァル『フランス社会思想史』串田孫一共訳、白水社 文庫クセジュ、1954年、のち改版
- フランソワ・グレゴワール『哲学入門』白水社 文庫クセジュ、1963年、のち改版
- ブレーズ・パスカル『パスカル全集2』人文書院。公開書簡集「プロヴァンシアル」「同関係文書」
- アンリ・ベルクソン『道徳と宗教の二源泉』「全集6」白水社、1965年。度々新版
- ベルクソン『時間と自由』「世界の大思想」河出書房新社、1972年、オンデマンド版2005年
- アラン『思索と行動のために　著作集1』白水社。度々再刊
  - 改訳新版『哲学講義　白水イデークラシックス』白水社、2012年
- アラン『幸福論　著作集2』串田孫一共訳、白水社。白水Uブックスほか新装再刊多数
- ミシェル・フーコー『知の考古学』河出書房新社、1970年。新装再刊多数
- ミシェル・フーコー『言語表現の秩序』河出書房新社、1972年。度々新版
- ガストン・バシュラール『否定の哲学』遠山博雄共訳、白水社、1978年、新版1998年
- アンリ・グイエ『人間デカルト』原田佳彦共訳、白水社、1981年、新版1988年

## 関連人物

### 都市の会
- 市川浩
- 大塚信一
- 河合隼雄
- 多木浩二
- 前田愛

### 「へるめす」同人
- 磯崎新
- 大江健三郎
- 大岡信
- 武満徹

### その他
- 梅原猛
- 堤清二（辻井喬）：成城高等学校の同級生
- 東野芳明：「へるめす」前身となる「例の会」メンバー
- 清水徹：同上
- 高橋康也：同上
- 一柳慧：同上
- 渡邊守章：同上
- 吉田喜重：同上
- 井上ひさし：同上
- 原広司：同上
- 鈴木忠志：同上
- 青木保
- 松岡正剛
- 金子郁容
- 土屋恵一郎
- 栗本慎一郎：栗本を明治大学に招いたのが中村であった。
- 三木清 - 中村は三木の『パスカルに於ける人間の研究』を読んだことで、哲学を専攻する決心を固めたのだという[6]。